# Lezíria

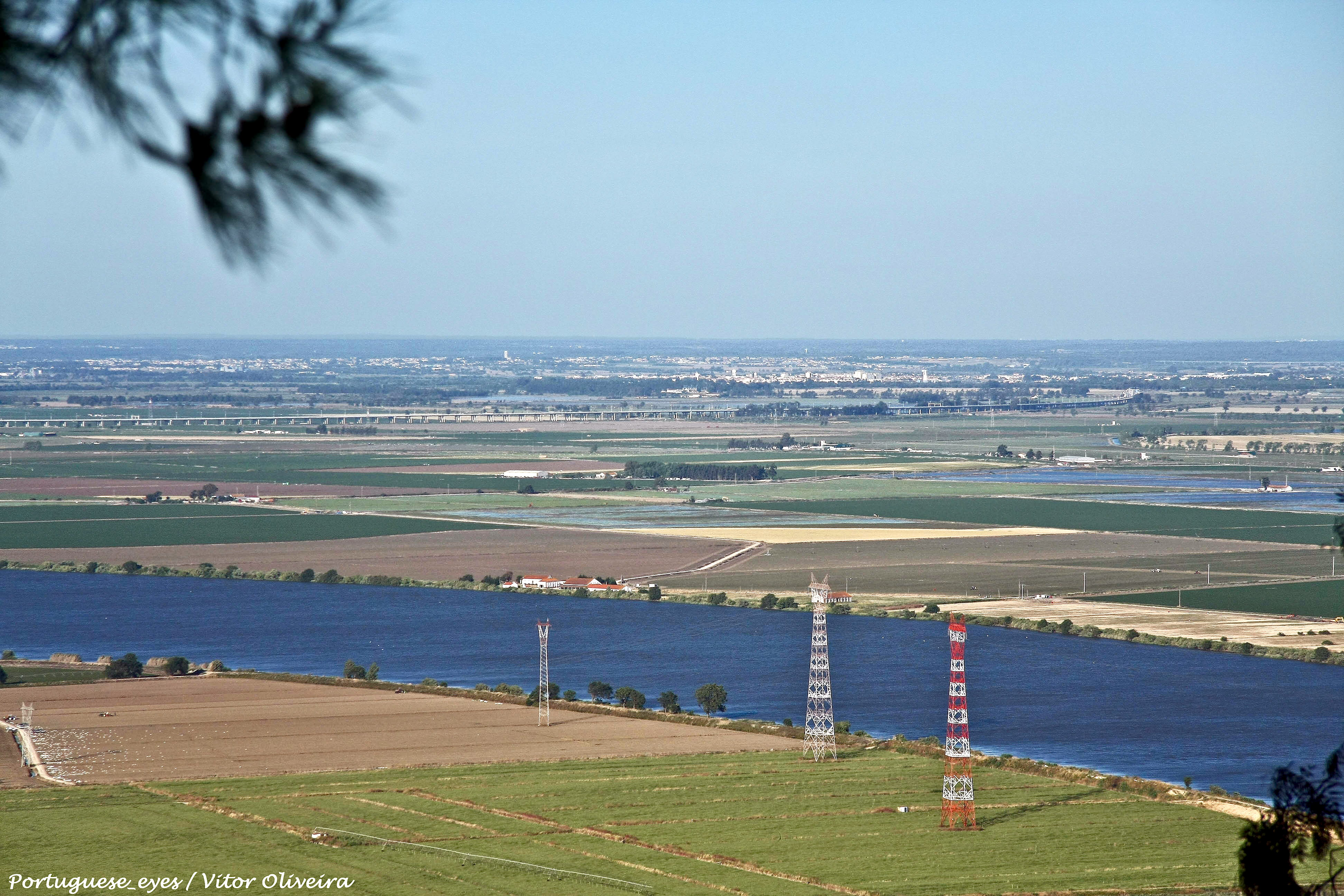
Lezíria ribatejana

Lezíria (do árabe الجزيرة, al-jazira, «a ilha»; cognato de Argel e Argélia), é um terreno alagadiço nas margens de um rio e designa, em particular, a Lezíria do Tejo que é uma zona agrícola muito fértil situada nas regiões do Ribatejo e Alentejo, em Portugal, integrada na Comunidade Intermunicipal da Lezíria do Tejo.
A lezíria forma-se devido a fenómenos de floculação na zona de contacto da água doce do rio com a água salgada, levando à precipitação das argilas em suspensão na água. Esse é o fenómeno típico na formação dos deltas. Deste ponto de vista, poder-se-ia considerar que o Tejo desagua em delta no Mar da Palha. A água salgada pode chegar até ao município da Azambuja.
Os mouchões da lezíria ribatejana são ilhas situadas entre o leito principal do Tejo e as margens deste.